# Lycoming IO-390
Le Lycoming IO-390 est une famille de moteurs d'avions produits par Lycoming Engines. Le nom du moteur a pour origine ses caractéristiques: I pour "injected" (injection), O pour "opposed" (moteur à plat avec cylindres opposés) et 390 pour sa cylindrée en pouce cube (soit 6,375 litres).

## Caractéristiques
Les Lycoming IO-390 sont des moteurs 4 cylindres à injection, allumés par 2 magnétos, refroidis par air, et développant de 210 ch à 215 ch (suivant les modèles) à 2 700 tours par minute.
Le premier Lycoming IO-390 a été certifié le 30 mars 2009 par la FAA et le 1 septembre 2016 par l'AESA.
Il existe une version AEIO-390 avec un système de lubrification adapté à la voltige aérienne et une version HIO-390 pour hélicoptères. Mais, contrairement à d'autres moteurs Lycoming, il n'existe pas de version O-390 sans injection.
Le moteur consomme environ 42 l/h.
La famille IO-390 comprend 5 séries et 17 modèles:
IO-390 série A (210 ch)
IO-390-A1A6, IO-390-A3A6, IO-390-A1B6, IO-390-A3B6
IO-390 série C (215 ch)
IO-390-C1A6, IO-390-C3A6, IO-390-C1B6, IO-390-C3B6
IO-390 série D (215 ch)
Quelques pièces en magnésium, Electronic Ignition System
IO-390-D1A6, IO-390-D3A6, IO-390-D1B6, IO-390-D3B6
AEIO-390 série A (210 ch)
Pour la voltige aérienne
AEIO-390-A1A6, AEIO-390-A3A6, AEIO-390-A1B6, AEIO-390-A3B6
HIO-390 (210 ch)
Pour hélicoptères
HIO-390-A1A
Le moteur IO-390-D3B6 est utilisé par Cub Crafters (en) sous le nom CC393i.

## Utilisation
Les Lycoming IO-390 sont utilisés sur plusieurs aéronefs dont:
- Aura Aero Integral R
- Cirrus SR20 (à partir du G6)
- CubCrafters CC19-215 XCub
- Mooney M20 (sur les anciens modèles E, F, J, en remplacement du moteur IO-360 d'origine, avec STC[5])
- Pipistrel Panthera (prototype uniquement)
- Tecnam P2010 215 ch